# بروخكوبل
بروخكوبل (بالألمانية: Bruchköbel) هي بلدة، place with town rights and privileges وبلدة ألمانية تقع في ألمانيا في Main-Kinzig-Kreis.[بحاجة لمصدر] يقدر عدد سكانها بـ 20,796 نسمة .